# 팔불출
"팔불출"은 1980년에 개봉한 대한민국의 영화이다.

## 캐스팅
- 백일섭 : 팔불출 역
- 유지인
- 박원숙
- 최성
- 홍윤정
- 최무웅
- 이종숙
- 최성관
- 변희봉
- 이일웅
- 한태일
- 남충일
- 최일
- 조춘
- 백송
- 김달호
- 박동룡
- 박종설
- 박예숙
- 박달
- 유명순
- 박용팔
- 김지영
- 한명환
- 석인수
- 서평석
- 임해림
- 황치훈